# Territori de la Capital Australiana
El Territori de la Capital Australiana (anglès: Australian Capital Territory) és un territori d'Austràlia envoltat per l'estat de Nova Gal·les del Sud, per a administrar la capital federal, Canberra.